# Pierre Denoyer
Pierre Denoyer, né le 24 octobre 1901 à Paris où il est mort le 19 août 1965, est un journaliste français spécialiste de politique étrangère. Professeur à l'Institut d'études politiques de Paris, il a été président du Syndicat des journalistes français.

## Biographie
D'abord journaliste à La Liberté et au quotidien Le Journal, Pierre Denoyer devient dès 1930 rédacteur de politique étrangère au quotidien Le Petit Parisien. Quand ce dernier décide d’avoir des correspondants à l'étranger, Jean Massip à Londres et Théo Vaucher à Rome, Pierre Denoyer est nommé à New York. Il est ensuite en poste à Washington durant huit ans, ce qui l’amène à devenir correspondant de guerre auprès de l'US Navy et de l'US Army, dans le Pacifique en 1945. 
A la Libération, Pierre Denoyer est journaliste au Figaro et à France-Soir, et collabore à de nombreux journaux comme pigiste, car il est spécialiste de l’Amérique du Nord. Ainsi, il écrit dans Ouest-France, le 15 mai 1945, que « pour éviter la famine en Europe, l'Amérique donnera du blé ». Puis il est nommé en 1947 rédacteur en chef de la "Sélection du Reader's Digest", tout en écrivant dans la revue Excelsior.
Des années 1950 aux années 1960, Pierre Denoyer enseigne à l'IEP de Paris.
Le conseil syndical du Syndicat des journalistes français l’a élu son bureau national en 1952 et l’a porté à la présidence, en remplacement de Roger Chaffard-Luçon, démissionnaire. Dans une étude sur « La condition sociale du journaliste français », publiée avec Jean Morienval au début de la même année, Pierre Denoyer s'inquiétait en constatant que "l'émulation entre journalistes se situe sur le plan de la rapidité de l'information plus que sur tout autre". Il posait une question chère à ses yeux: "La condition sociale du journaliste est-elle en rapport avec ses responsabilités ?"  Plus tard, dans un article titré "L'armée et la Presse", publié dans la Revue défense nationale en avril 1957, il s’intéresse à la question de la censure militaire et tente de savoir pourquoi, pour beaucoup d'officiers, parler à un journaliste est difficile.
Membre du bureau de l’Association des journalistes européens, présidée par Charles Rebuffat (Le Soir de Bruxelles, il est aussi l’un des premiers membres du conseil supérieur de l’AFP, créé en 1957, ou il représente les syndicats de journalistes.
Lors de la création du Centre universitaire d'enseignement du journalisme de Strasbourg, en juillet 1957, il figure parmi les premiers membres du conseil d'administration, aux côtés de Pierre Archambault, Pierre Caussidery et Marcel Caze (RTF), Léon Chadé  (L'Est républicain), J. J. Kielholz, directeur des Dernières Nouvelles d'Alsace, Jean Marin, PDG de l'Agence France-Presse, Robert Salmon, PDG de France-Soir, ainsi que Fernand Terrou et Jacques Kayser, respectivement directeur et directeur adjoint de l'Institut français de presse.
Pierre Denoyer est décédé en 1966, âgé de soixante-trois ans, à la suite d'une longue et douloureuse maladie, alors qu’il était encore  président honoraire du Syndicat des journalistes français.